# Stefan Kagl

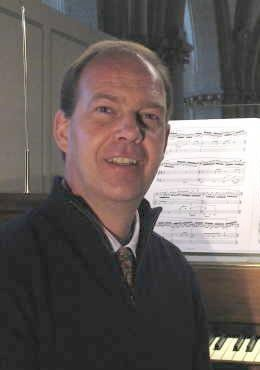
Stefan Kagl (um 2005)

Stefan Kagl (* 1963 in München) ist ein deutscher Kirchenmusiker und Konzertorganist.

## Leben
Kagl war zunächst Schüler von Klemens Schnorr und Peter Schammberger und setzte seine Orgelstudien von 1984 bis 1991 in Paris bei Jean Langlais und Marie-Louise Jaquet-Langlais fort. 1986 legte er an der Schola Cantorum Paris das Konzertexamen Prix de Virtuosité ab – als erster Deutscher mit dem Prädikat très bien. 1989 folgte das A-Examen für Kirchenmusik und 1991 die Künstlerische Staatsprüfung im Hauptfach Orgel an der Staatlichen Hochschule für Musik München. Im selben Jahr erlangte er am Conservatoire de Paris den Premier Prix d'Orgue sowie den Prix d'Excellence und beim César-Franck-Wettbewerb in Haarlem den ersten Preis. Er absolvierte Meisterkurse bei Harald Vogel, Ewald Kooiman, Ton Koopman, Hans-Ola Ericsson und Daniel Roth.
Von 1991 bis 1996 war Kagl Stadt- und Bezirkskantor in Bad Kissingen, ab 1996 Kantor in Rudolstadt und Leiter des dortigen Oratorienchors. Er wirkte am Präludienbuch zum Evangelischen Gesangbuch mit, gab Kurse im liturgischen Orgelspiel und begann mit der Einspielung von CDs und Aufnahmen für den Rundfunk. Von 2002 bis 2025 war er Kantor und Organist am Herforder Münster und künstlerischer Leiter des Herforder Orgelsommers. 
Von 2005 bis 2025 war er Dozent für künstlerisches Orgelspiel und Improvisation an der Hochschule für evangelische Kirchenmusik Herford. 
Seit Juli 2025 ist er als hauptamtlicher A-Kirchenmusiker im Pfarrverband München Sendling zuständig für die bedeutenden Münchner Kirchen St. Margaret, Alte Sendlinger Kirche und St. Korbinian mit Schwerpunkt Chorarbeit.
Neben seiner Konzerttätigkeit im In- und Ausland veröffentlicht er musikwissenschaftliche Aufsätze in verschiedenen Fachzeitschriften.
Kagl wurde im Dezember 2018 zum Kirchenmusikdirektor ernannt.